# バラシンガジカ
バラシンガジカ（Rucervus duvaucelii）は、哺乳綱偶蹄目シカ科ヌマジカ属に分類される偶蹄類。別名インドヌマジカ、ヌマジカ。

## 分布
インド、ネパール。パキスタン、バングラデシュでは絶滅した。

## 形態
頭胴長（体長）180cm。尾長12-20cm。肩高110-135cm。体重170-180kg。頸部には鬣状に体毛が伸長する。腹面は淡黄色の体毛で被われる。
眼下部にある臭腺（眼下腺）は発達する。蹄は長い。これにより接地面が大きくなり、ぬかるんだ場所でも足をとられずに移動する事ができる。後肢の踵には臭腺（中足腺）がない。
夏季は背面が赤褐色、冬季には背面が黄褐色の体毛で被われる。幼獣は白い斑点が入る。
オスには左右に5-7尖ずつ枝分かれした角がある。和名や英名（barasingha）は「12本の角」の意。角の長さは89cm。

## 分類
ションブルグジカを本種の亜種とする説もある。
3亜種に分かれるとされる。以下の分類は、Grubb (2005) に従う。
- Rucervus duvaucelii duvaucelii (G.Cuvier, 1823)
- Rucervus duvaucelii branderi Pocock, 1943
- Rucervus duvaucelii ranjitsinhi (Groves, 1982)

## 生態
標高100-300mにある落葉広葉樹林内にある沼地や湿原などに生息する。薄明薄暮性で昼間は茂みの中で休む。
食性は植物食で、主に草を食べるが花、果実なども食べる。
繁殖形態は胎生。妊娠期間は240-250日。1回に1頭（まれに2頭）の幼獣を産む。

## 人間との関係
開発による生息地の破壊、角目的の乱獲などにより生息数は減少している。1995年における生息数はインドの個体群が3,500-4,000頭、ネパールの個体群が約1,900頭と推定されている。